# シルバー・グローブ/銀の惑星
『シルバー・グローブ/銀の惑星』（シルバーグローブ ぎんのわくせい、波原題：Na srebrnym globie、英題：On the Silver Globe）は、1977年から1987年にかけてポーランドで製作された叙事詩的SF映画。アンジェイ・ズラウスキー監督が、大叔父である作家イェジイ・ジュワフスキによる1903年の同名小説（未訳。仮訳題『銀球で』）を原作として制作した作品で、新天地に選ばれた或る惑星に不時着した宇宙飛行士たちが、そこで子孫を増やし、他民族との争いを経て成長していく姿を、ドキュメンタリー・タッチで描いている。
1977年に膨大な製作費をかけて撮影を開始したものの、ズラウスキー監督が狂信的に制作に没頭したため、ポーランド政府がその影響力を恐れて撮影を中止させたが、その10年後に、失われた約五分の一の映像を音声でフォローして完成させた超大作である。
1988年5月に開催された第41回カンヌ国際映画祭のある視点部門に出品され、同映画祭で5月12日に初上映された。日本では東京国際ファンタスティック映画祭のみでプレミア上映、その後ビデオが発売されている。

## ストーリー
遙かな未来で、反乱を起こしたと見られる宇宙飛行士達が地球を脱出しようとするが、無名の惑星に墜落する。この頃地球では発展は停滞していて、全体主義によって文明崩壊の危機が迫っていた。飛行士のうちマルタ、ピョートルとイェルジーの三人のみが生き残る。新たな文明を築くと決意した三人は、惑星の海辺に定住する。
マルタに男の子が生まれて、異常な勢いで育つ。その結果、程なく数年後には部族が出来る。イェルジーは対照的にゆっくりと歳をとってゆき、部族内で神格化された賢人のような存在になる。死の直前に彼は地球へ録画テープを送る。
イェルジーが撮った映像を受け取った研究者のマレクは惑星に行き、メシアとして部族に迎えられる。聖職者の預言によると、マレクは「シャーン」という他民族から人々を救う任務を果たさなければいけないとのことである。彼は部族の依頼に応じて軍事攻撃を指揮するが、最終的には失敗に陥る。一方で、実際にはマレクの彼女とその浮気相手が地球で交際を続けるために、マレクが惑星に追放されたことが明らかになる。マレクはドグマの表面化や聖職者の疑いの犠牲になって、十字架に磔にされる。

## キャスト
- マレク - アンジェイ・セヴェリン
- アザ - クリスティナ・ヤンダ
- イエザル - ラジーナ・ディラグ
- イェルジー - イェルジー・トレラ

## 評価
抽象的な台詞で難解な内容になっており、何度か繰り返して観ることで初めて理解できる作品だが、役者陣の鬼気迫る演技だけでも観る者を釘付けにする力を持っている。
神と人類の関係という形而上的命題について、未開の惑星を舞台に描くと同時に、撮影されなかった、または失われたシークエンスを、監督の視界を意図したと思われる現実の街を疾走する映像とモノローグで表現しており、叔父イェジイから連なるズラウスキー一族の壮大な抒情詩としてのメタフィクション要素を加味されて完成された本作は、他に類を見ない作品となった。